# Hielbijl

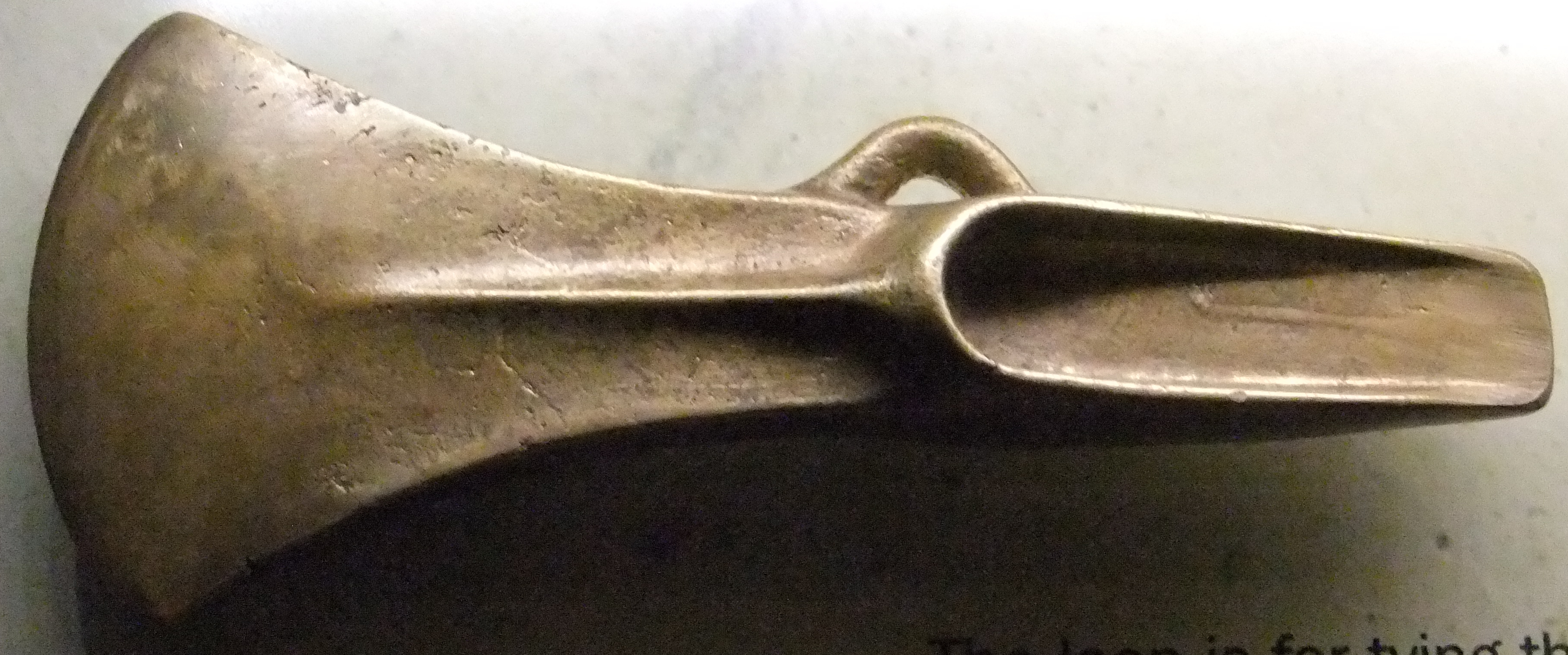
hielbijl uit Wales

De hielbijl (Duits: Absatzbeil, Engels: palstave) is een type bronzen bijl uit de Midden-Bronstijd, wijdverbreid in West- en Noord-Europa. Ze is ontstaan uit de randbijl met als toevoeging een dwarsrichel die diende als stopper voor de steel. Bij de eenvoudigste vorm, de randhielbijl, was dit nog slechts een bescheiden dwarsrand. Bij de klassieke hielbijl is het gedeelte aan de klingzijde van de "hiel" veel dikker. Soms bezit de bijl een oog (zelden ook twee) ter bevestiging.

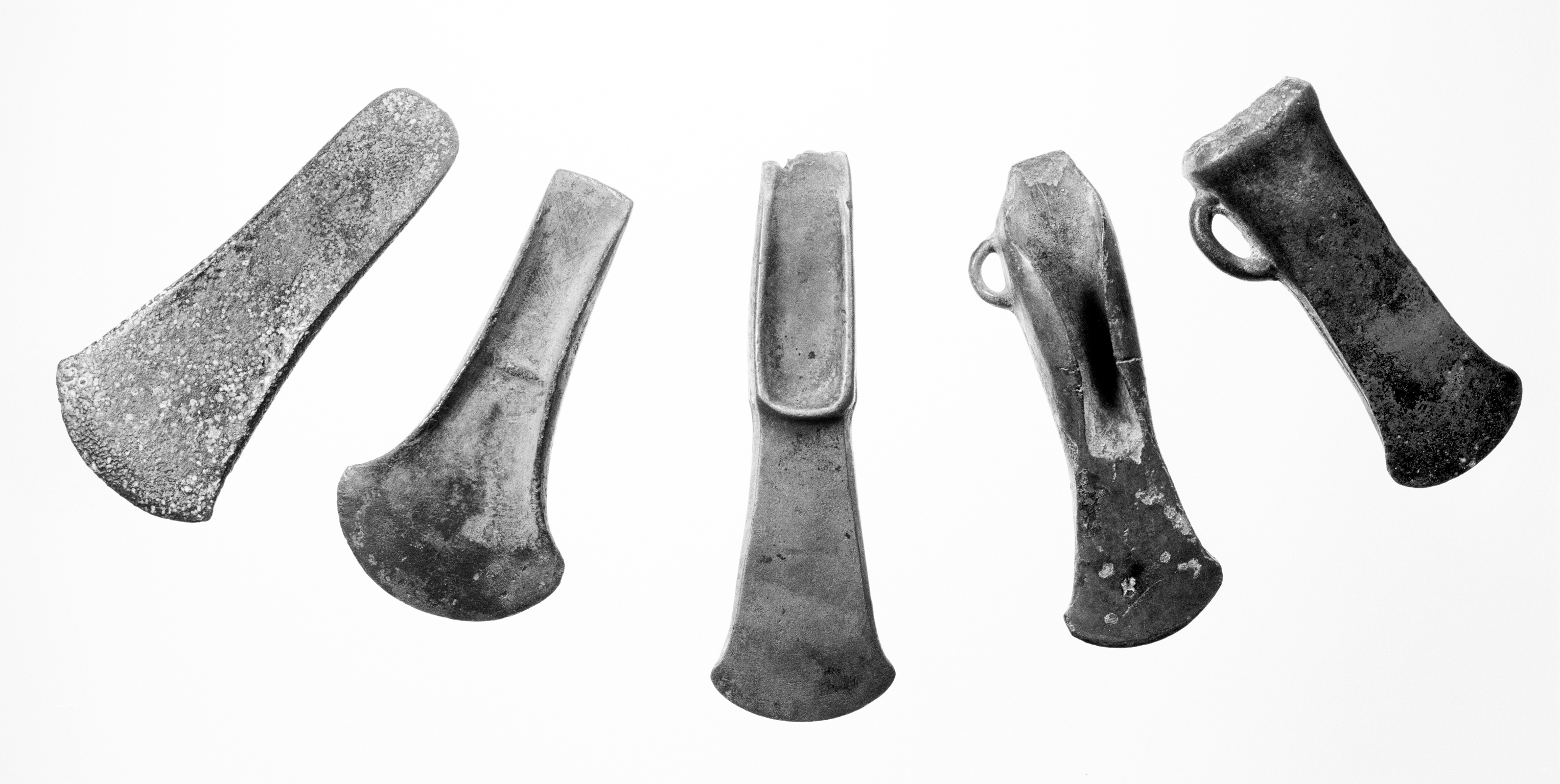
bijlen uit de Bronstijd met van links naar rechts een vlakbijl uit de vroege bronstijd, een randbijl (met al een aanzet van een hiel), hielbijl en vleugelbijl uit de midden-bronstijd en een kokerbijl uit de late bronstijd

Zowel de hielbijl als de vleugelbijl worden in de late Bronstijd geleidelijk verdrongen door de kokerbijl.